# حازم شكشك
حازم شكشك هو لاعب كرة قدم فلسطيني من قطاع غزة يلعب حالياً في هلال غزة.

## إنجازاته
- هداف الدوري الفلسطيني الممتاز لقطاع غزة 2019–20 ب(13 هدف).

### مع شباب خانيونس
- كأس فلسطين لأندية قطاع غزة 2015–16
- الدوري الفلسطيني الممتاز لقطاع غزة 2017–18
- كأس فلسطين لأندية قطاع غزة 2017–18